# Cacia vanikorensis
Cacia vanikorensis är en skalbaggsart som först beskrevs av Jean Baptiste Boisduval 1835.  Cacia vanikorensis ingår i släktet Cacia och familjen långhorningar.
Artens utbredningsområde är Sulawesi. Inga underarter finns listade.